# Desmalopex
Desmalopex Miller, 1907 è un genere di pipistrelli della famiglia degli Pteropodidi. 

## Descrizione

### Dimensioni
Al genere Desmalopex appartengono pipistrelli di medio-grandi dimensioni con la lunghezza dell'avambraccio tra i 97 e i 145 mm.

### Caratteristiche craniche e dentarie
Si distingue dal genere Pteropus soltanto da alcune caratteristiche craniche e dentarie. Il rostro del cranio è più largo, mentre le orbite sono leggermente rivolte verso l'alto. Il processo post-orbitale negli adulti tende ad ossificarsi e ad unirsi all'arcata zigomatica, formando un anello orbitale completo. Gli incisivi superiori sono grandi e separati tra loro. I canini sono relativamente corti. I premolari sono ben sviluppati, mentre gli altri denti masticatori hanno una pianta quadrata, piuttosto che rettangolare.
Sono caratterizzati dalla seguente formula dentaria:

### Aspetto
La pelliccia è lunga, densa e lanosa. Il colore generale del corpo è solitamente marrone chiaro. Gli arti inferiori sono ricoperti di peli sulla superficie dorsale, mentre sono praticamente nudi ventralmente. Anche i due terzi basali dell'avambraccio sono ricoperti di peluria. Le orecchie sono molto corte, chiare e talvolta chiazzate. Le membrane alari sono generalmente ricoperte di macchie biancastre, particolarmente lungo il bordo d'entrata.

## Tassonomia
Il genere Desmalopex è stato per molti anni incluso in Pteropus.
Nel 2008 ricerche genetiche hanno rivelato una sua stretta parentela con i generi Acerodon e Pteralopex più che con Pteropus, determinandone così lo stato di genere a sé stante.
Comprende due specie:
- Desmalopex leucopterus - volpe volante dalle ali bianche
- Desmalopex microleucopterus - piccola volpe volante dalle ali bianche